# Mapleton, Maine
Mapleton är en ort i Aroostook County i delstaten Maine, USA.